# Sabine Crossen
Sabine Crossen, née le 27 novembre 1983 aux États-Unis à Washington est une actrice
franco-américaine.

## Biographie
Née aux États-Unis d'un père américain et d'une mère française, Sabine Crossen grandit en Nouvelle-Zélande avant de s'installer à 20 ans en France à Paris où elle suit des cours d’art dramatique.
Sa première apparition (non créditée) dans un long métrage fut celle d'un elfe dans Le Seigneur des anneaux en 2001.
En 2003, elle tient le rôle principal du film français Shadow Girl (La fille de l'ombre) de Steven Couchouron et Isabelle Lukacie), primé aux festivals de Houston (États-Unis) et de Thessalonique (Grèce).
De 2005 à 2006, elle fait des apparitions dans quatre films français (L'Antidote, Brice de Nice, Olé!, Jean-Philippe)) et joue dans deux courts métrages Surface sensible et Illusion.
En 2006, elle joue dans le jeu vidéo In memoriam : Le Dernier Rituel et dans la comédie en DVD Car Academy.
En 2007, elle a un second rôle dans le film franco-américain Hitman réalisé par Xavier Gens.
En 2013, elle apparaît dans le film Le Grand Méchant Loup et dans Covert Operation où elle était parti tourner à Hong Kong.
À la télévision, elle devient chroniqueuse en 2002 dans l'émission Hypershow, présentée sur Canal+ par Frédéric Beigbeder. En 2007, elle participe à un épisode de la série Alice Nevers, le juge est une femme, en 2008 à un épisode la série Femmes de loi, en 2009 à un épisode de La vie est à nous et à deux épisodes de Plus belle la vie.
Depuis 2013, elle vit à Londres où elle tourne régulièrement.
Son premier court métrage, L'amour rend aveugle, est présenté en 2015, et emporte les prix Best Short Film et BEst director au Monaco International Film Festival 2015.

## Filmographie

### Réalisatrice

#### Cinéma

##### Courts métrages
- 2015 : Love Is Blind
- 2019 : Resurrection
- 2019 : The Wick

### Actrice

#### Longs métrages
- 2001 : Le Seigneur des anneaux : La Communauté de l'anneau (The Lord of the Rings: The Fellowship of the Ring), de Peter Jackson : un elfe
- 2003 : Shadow girl : La fille de l'ombre, de Steven-Marc Couchouron et Isabelle Lukacie : Kim Lee
- 2005 : Brice de Nice, de James Huth : la belle-mère de Brice
- 2005 : L'Antidote, de Vincent De Brus : Emma
- 2007 : Ce soir je dors chez toi, de Olivier Baroux : Marie
- 2008 : Hitman, de Xavier Gens : June
- 2008 : Elle, de Didier Delaitre : Une infirmière
- 2008 : La Vie Devant Nous, de Laura Muscardin : Noémie
- 2008 : Jour et Nuit, de Hong Sang-Soo
- 2011 : Bienvenue à bord, de Éric Lavaine: La Blonde
- 2012 : Nos plus belles vacances, de Philippe Lellouche: La femme blonde
- 2013 : Covert Operation, de Mathieu Weschler : Joan
- 2013 : Le Grand Méchant Loup, de Nicolas Charlet et Bruno Lavaine : La dominatrice
- 2013 : Duo d’escrocs (The Love Punch) de Joel Hopkins : La femme Texane
- 2014 : Un village presque parfait de Stéphane Meunier : Femme Fête
- 2015 : Survivor de James McTeigue : NZ Scientist
- 2015 : It's All About the Manners de Ben Owusu : Jenny Manners[4]
- 2017 : Six Hot Chicks in a Warehouse de Simon P. Edwards : Ana[5]
- 2018 : Les Animaux fantastiques : Les Crimes de Grindelwald de David Yates : Madame Lestrange[6]

#### Courts métrages
- 2006 : Surface Sensible, de Hervé Freiburger : Rita
- 2007 : Illusion, de Bertrand Normand: La jeune femme
- 2007 : One, de Johann Lorillon
- 2008 : Citizen VS Kane, de Shaun Severi: La journaliste
- 2010 : Paris monopole, de Antonin Peretjatko: Véronique Silver
- 2013 : Soleil Rouge, de Mickael Perret: Aube
- 2014 : The Dinner, de Dominik Danielewicz: The Wife
- 2015 : Blue-Eyed Me, de Alexey Marfin : Maria
- 2015 : Spavento, de Mél Grancourt : Isabella
- 2015 : Predator Dark Ages, de James Busche : Freya
- 2016 : Age Of Extraordinary, de Alexey Marfin : Rachel
- 2016 : What Emma Did, de Alexander Milo Bischof : Emma
- 2016 : Les arbres sont bleus, de Mélanie Grancourt
- 2021 : The House of Gaunt, de Joris Faucon Grimaud : Aurore

### Télévision

#### Séries télévisées
- 1999 : Un gars, une fille (série télévisée, 1999) : Une touriste allemande
- 2006-2007 : Le juge est une femme, de Joyce Bunuel
- 2008 : Femmes de loi, réalisé par Hervé Renoh : Flora Cartier
- 2009 : Plus belle la vie, (épisodes 1201 et 1202) : Kate Andrew
- 2009 : Obsession(s), de Frédéric Tellier : Victoria Duval
- 2013 : Crossing Lines, de Daniel Percival : Reporter
- 2014 : Rosemary's Baby, de Agnieszka Holland
- 2016 : Un village français, de Jean-Philippe Amar : Linda

### Emissions de télévision
- 2002 :  chroniqueuse dans Hypershow sur Canal+

### Jeu vidéo
- 2006 : In Memoriam - Le Dernier Rituel, d'Eric Viennot : Rôle principal féminin
- 2008-09 : Heavy Rain, Sony
- 2012 : Amy : rôle : Lana

### DVD
- 2006 : Car Academy, de Cédric Daryl: la fée Libellule

### Clips
- 2006 : Le Premier Amour interprété par Christophe Mali (Sony/BMG)
- 2006 : Superman B.O. de la comédie en  DVD Car Academy interprété par Sabine Crossen (Warner)
- 2009 : Natasha interprété par Vladimir, réalisé par Sebastien Hannaux

## Distinctions
- 2015 : Angel Awards - Meilleur court-métrage et Meilleur réalisateur pour Love Is Blind
- 2015 : Best Shorts Competition - Meilleure réalisatrice pour Love Is Blind
- 2016 : Filmmaker International Film Festival - Meilleur scénario pour Love Is Blind
- 2017 : Festival du film de Pollestres - Mention spéciale pour Love Is Blind